# U2B – Střední škola multimediální Buštěhrad
U2B | multimediální střední škola poskytuje střední vzdělání s maturitou v mediálních oborech zaměřených na youtubering a e‑sporty: influencer a profesionální hráč počítačových her. Škola sídlí v Buštěhradě. Zřizovatelem školy je Zapsaný ústav pro film a média.

## Studijní obor
Od 1. září 2021 nabízí jeden studijní obor s délkou studia čtyři roky a zakončený maturitní zkouškou, Multimediální tvorba 82-41-M/17. Žáci se v průběhu studia profilují ve vzdělávacích modulech zaměřených na videotvorbu, influencerství, e-sport, grafiku, fotografii, fashion, slovní projev, herní design, žurnalistiku, filmovou tvorbu a dalších.

## Způsob výuky
Škola užívá model převrácené třídy. Tato novodobá metoda je založena na odpovědnosti žáka. Studenti se seznamují s obsahem učiva doma a procvičují si ho ve škole.
Žáci v průběhu studia navštěvují prostory partnerů školy, jako jsou například mediální a reklamní agentury, fotografické a filmové ateliéry, nahrávací studia, publicistické redakce, herní vývojáře a další odborné subjekty z praxe.

## Kritika
Střední škola se ve veřejném prostoru opakovaně stává terčem kritiky. Primárně kvůli výši školného a doplňkovým službám, způsobu výuky a možnosti uplatnění absolventů v praxi. Kontroverzní ve vztahu k poskytovanému odbornému vzdělání je i způsob prezentace školy, současná nedostatečná přehlednost webových stránek, nesourodost a amatérské technické chyby audiovizuálních propagačních materiálů včetně studentských a absolventských prací - primárnímu zaměření střední školy. Důvodem diskuze veřejnosti je i propagace školy kontroverzními internetovými tvůrci, jako je Adam Kajumi.